# Desmond Dreyer
Desmond Parry Dreyer GCB, CBE, DSC (ur. 6 kwietnia 1910 w Cheriton, zm. 15 maja 2003) – brytyjski wojskowy, admirał Royal Navy, uczestnik bitwy u ujścia La Platy, dowódca sił morskich Commonwealthu na Dalekim Wschodzie podczas konfrontacji indonezyjsko-malezyjskiej, w latach 1965–1967 Drugi Lord Morski Admiralicji.

## Życiorys
Desmond Dreyer był młodszym synem Frederica Dreyera, uczestnika bitwy jutlandzkiej, późniejszego admirała. W wieku 13 lat wstąpił do Royal Navy jako kadet w Britannia Royal Naval College w Dartmouth. W 1927 roku otrzymał promocję do stopnia midszypmena. Podobnie jak w przypadku ojca, jego specjalnością była artyleria okrętowa. Od 1937 roku był oficerem artylerii krążownika lekkiego „Ajax”. Na jego pokładzie rozpoczął działania II wojny światowej i wziął udział w bitwie z niemieckim pancernikiem kieszonkowym „Admiral Graf Spee”. Za swój udział w bitwie został odznaczony Distinguished Service Cross.
W 1940 roku brał udział w kampanii norweskiej na pokładzie krążowników przeciwlotniczych „Cairo” i „Coventry”. Następnie został członkiem sztabu admirała Johna Toveya, dowódcy Home Fleet. W listopadzie 1942 roku był oficerem artyleryjskim pancernika „Duke of York” podczas operacji Torch. Po okresie służby sztabowej został, już po zakończeniu wojny, zastępcą dowódcy ostatniego brytyjskiego pancernika, „Vanguard”.
W okresie powojennym kontynuował swą karierę w Royal Navy. W 1956 roku był szefem sztabu Floty Śródziemnomorskiej podczas kryzysu sueskiego. Odznaczony komandorią Orderu Imperium Brytyjskiego i awansowany do stopnia kontradmirała (Rear-Admiral), pełnił funkcję asystenta szefa sztabu floty. W latach 1962–1965, w stopniu wiceadmirała (Vice-Admiral), dowodził siłami morskimi Wielkiej Brytanii i dominiów na Dalekim Wschodzie. Za rolę, jaką odegrał podczas konfrontacji indonezyjsko-malezyjskiej, został odznaczony komandorią Orderu Łaźni, a w 1965 roku awansowany do stopnia pełnego admirała (Admiral). Do 1967 roku pełnił funkcję Drugiego Lorda Morskiego Admiralicji i szefa personelu. Wraz z całą Radą Admiralicji złożył w 1966 roku rezygnację w proteście przeciwko ograniczaniu wydatków na zbrojenia przez labourzystowski rząd, ale nie została ona przyjęta, odszedł wówczas ze stanowiska jedynie Pierwszy Lord Morski, admirał David Luce. Ostatnim stanowiskiem objętym przez Dreyera przed przejściem w stan spoczynku w 1968 roku była funkcja doradcy ministra obrony Denisa Healeya.
W 1967 roku otrzymał Krzyż Wielki Orderu Łaźni. Na emeryturze angażował się w akcje społeczne i charytatywne, pełniąc także honorowe funkcje w hrabstwie Hampshire. Był również członkiem ciał doradczych ministra Healeya. Zmarł 15 maja 2003 roku.